# Racismo institucional
Racismo institucional é qualquer sistema de desigualdade que se baseia em raça que pode ocorrer em instituições como órgãos públicos governamentais, corporações empresariais privadas e universidades (públicas ou particular). O termo foi introduzido pelos ativistas Stokely Carmichael e Charles V. Hamilton do movimento Black Power no final de 1960.
A definição dada por William Macpherson em seu relatório sobre o assassinato de Stephen Lawrence é "o fracasso coletivo de uma organização em fornecer um serviço adequado e profissional às pessoas por causa de sua cor, cultura ou origem étnica". A força do racismo institucional está em capturar as maneiras pelas quais sociedades inteiras, ou seções delas, são afetadas pelo racismo, ou talvez por legados racistas, muito tempo depois dos indivíduos racistas terem desaparecido.

## Classificação
O conceito de racismo institucional ressurgiu no discurso político no final e meados da década de 90, após um longo hiato, mas permaneceu um conceito contestado e criticado. O professor James M. Jones postula três tipos principais de racismo: mediado pessoalmente, internalizado e o institucionalizado. O racismo mediado pessoalmente inclui atitudes sociais específicas inerentes à ação preconceituosa (raciocínio preconceituoso) pressupostos diferenciais sobre habilidades, motivos e intenções de outros, de acordo com a discriminação, ações e comportamentos diferenciais em relação aos outros de acordo com a raça), estereótipos, comissões e omissões (desrespeito, suspeita, desvalorização e desumanização). Racismo internalizado é a aceitação, por membros do povo racialmente estigmatizado, de percepções negativas sobre suas próprias habilidades e valor intrínseco, caracterizadas por baixa auto-estima e baixa estima de outras pessoas iguais a eles. Esse racismo pode ser manifestado através da adoção da "brancura" (por exemplo, estratificação social pela estratificação da cor da pele em comunidades não-brancas), desvalorização (por exemplo, insultos raciais, apelidos, rejeição da cultura ancestral etc.), e resignação, desamparo e desesperança (por exemplo, abandonar a escola, não votar, atitudes de risco à saúde etc.).
Estereótipos negativos persistentes alimentam o racismo institucional e influenciam as relações interpessoais. A estereotipagem racial contribui para os padrões de segregação residencial]] e molda as visões sobre crime, política criminal e política de bem-estar, especialmente se as informações contextuais forem consistentes com estereótipos.
O racismo institucional se distingue do fanatismo racial pela existência de políticas sistêmicas, práticas e estruturas econômicas e políticas que colocam grupos raciais e étnicos minoritários em desvantagem em relação à maioria racial ou étnica de uma instituição. Um exemplo da diferença são os orçamentos das escolas públicas nos EUA (incluindo taxas e títulos locais) e a qualidade dos professores, que costumam ser correlacionados com os valores das propriedades: os bairros ricos têm mais probabilidade de serem mais "brancos" e ter melhores professores e mais dinheiro para a educação, mesmo nas escolas públicas. Contratos habitacionais restritivos e políticas de empréstimos bancários também foram listadas como formas de racismo institucional. Outros exemplos às vezes descritos como racismo institucional são os perfis de segurança e policiais, o uso de caricaturas raciais estereotipadas, a sub e má representação de certos grupos raciais nos meios de comunicação de massa e barreiras raciais para emprego remunerado e promoção profissional. Além disso, o acesso diferenciado a bens, serviços e oportunidades da sociedade pode ser incluído no termo racismo institucional, como ruas e estradas não pavimentadas, desvantagem socioeconômica herdada e testes "padronizados".
Alguns sociólogos distinguem racismo institucional de "racismo estrutural" (às vezes chamado de racialização estruturada), O primeiro enfoca as normas e práticas dentro de uma instituição; o segundo, as "interações" entre instituições, interações que produzem resultados racializados contra pessoas não-brancas.

## Brasil
Em 18 de abril de 2005 o governo brasileiro lançou o Programa de Combate ao Racismo Institucional no Brasil através de uma parceria estabelecida entre o Ministério Britânico para o Desenvolvimento Internacional e Redução da Pobreza (DFID), o Ministério da Saúde (MS), a Secretaria Especial de Políticas para Promoção da Igualdade Racial (SEPPIR), o
Ministério Público Federal (MPF), a Organização Panamericana de Saúde (Opas) e o Programa das Nações Unidas para o  Desenvolvimento (PNUD). O programa definiu o racismo institucional:
“O fracasso das instituições e organizações em prover um serviço profissional e adequado às pessoas em virtude de sua cor, cultura, origem racial ou étnica. Ele se manifesta em normas, práticas e comportamentos discriminatórios adotados no cotidiano do trabalho, os quais são resultantes do preconceito racial, uma atitude que combina estereótipos racistas, falta de atenção e ignorância. Em qualquer caso, o racismo institucional sempre coloca pessoas de grupos raciais ou étnicos discriminados em situação de desvantagem no acesso a benefícios gerados pelo Estado e por demais instituições e organizações. (CRI, 2006, p. 22)
| ano  | pretos/pardos | brancos |
| ---- | ------------- | ------- |
| 2016 | 9,8           | 4,1     |
| 2017 | 9,3           | 4,0     |
| 2018 | 9,1           | 3,9     |

| ano  | pretos/pardos | brancos |
| ---- | ------------- | ------- |
| 2016 | 30,7          | 11,6    |
| 2017 | 28,8          | 10,8    |
| 2018 | 27,5          | 10,3    |

### Trabalho e renda
No Brasil, em média, os brancos têm os maiores salários, sofrem menos com o desemprego e são maioria entre os que frequentam o ensino superior, por exemplo. Já os indicadores socioeconômicos da população preta e parda, assim como os dos indígenas, costumam ser bem mais desvantajosos. Para Otair Fernandes, doutor em Ciências Sociais e coordenador do Laboratório de Estudos Afro-Brasileiros e Indígenas da Universidade Federal Rural do Rio de Janeiro (Leafro/UFRRJ), a realidade do Brasil ainda é herança do longo período de colonização europeia e do fato de ter sido o último país a acabar com a escravidão, Fernandes ressalta que mesmo após 130 anos de abolição ainda é muito difícil para a população negra ascender economicamente no Brasil.
Em novembro de 2017, de acordo com a Pesquisa Nacional por Amostra de Domicílios Contínua (PNAD Contínua) divulgada pelo IBGE, no terceiro trimestre de 2017, dos 13 milhões de brasileiros desocupados, 8,3 milhões eram pretos ou pardos (63,7%). Com isso, a taxa de desocupação dessa parcela da população ficou em 14,6%, valor superior à apresentada entre os trabalhadores brancos (9,9%). A taxa de subutilização -  indicador que agrega a taxa de desocupação, de subocupação por insuficiência de horas (menos de 40 horas semanais) e a força de trabalho potencial - teve comportamento semelhante. Para o total de trabalhadores brasileiros, ela foi de 23,9%, enquanto que para pretos ou pardos ficou em 28,3%, e para brancos em 18,5%. Das 26,8 milhões de pessoas subutilizadas no Brasil, 17,6 milhões (65,8%) eram pretas ou pardas.

### Violência

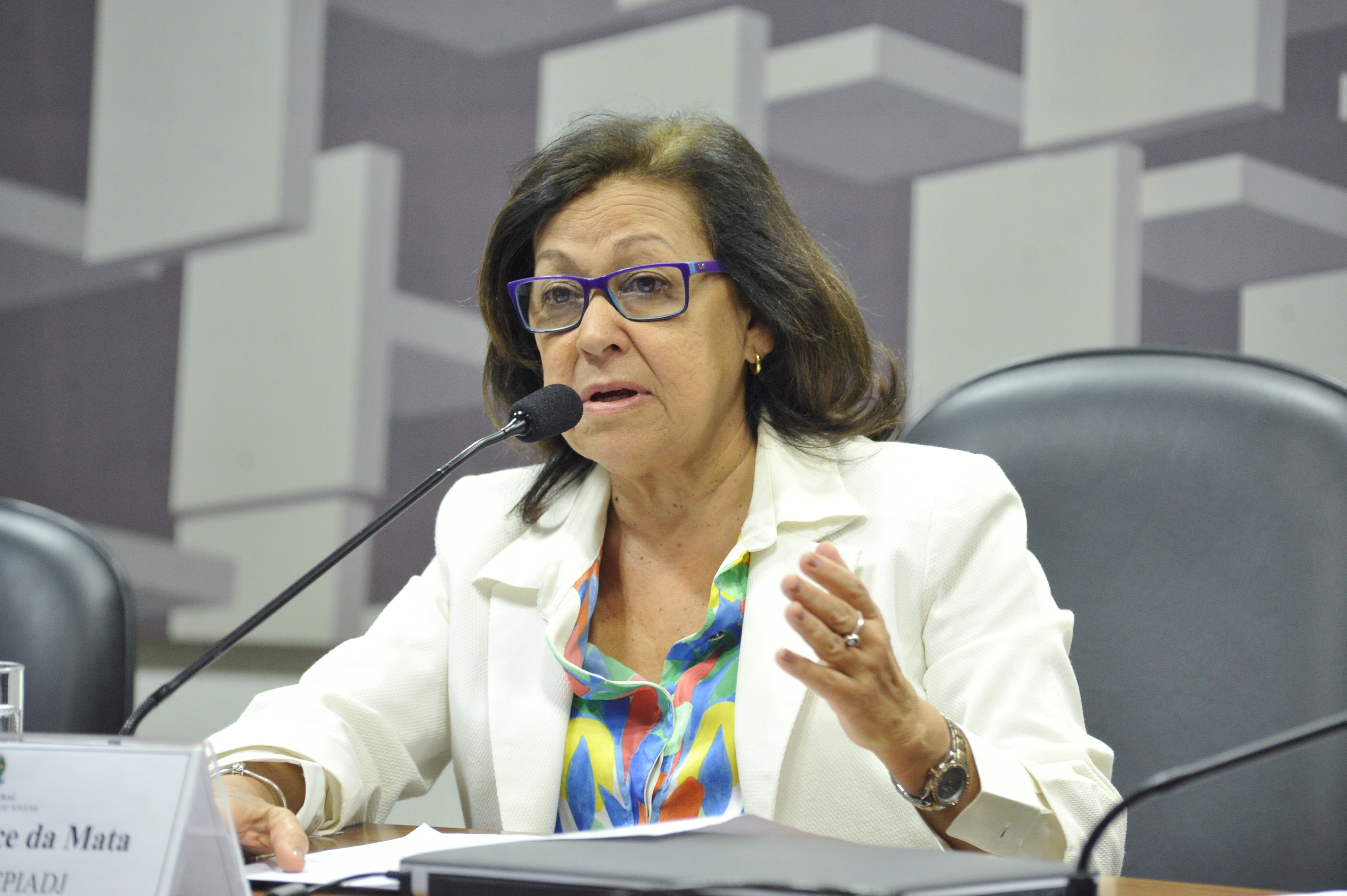
Senadora Lídice da Mata (PSB-BA) durante a CPI do Assassinato de Jovens (2015)

O Atlas da Violência 2018 relata que em 2016 a taxa de homicídios de negros foi duas vezes e meia superior à de não negros (16,0% contra 40,2%), em um período de uma década, entre 2006 e 2016, a taxa de homicídios de negros cresceu 23,1% e no mesmo período, a taxa entre os não negros teve uma redução de 6,8%. A taxa de homicídios de mulheres negras foi 71% superior à de mulheres não negras. As maiores taxas de homicídios de negros encontram-se nos estados de Sergipe (79,0%) e do Rio Grande do Norte (70,5%).
No Atlas da Violência 2019, 75,5% das vítimas de homicídios foram indivíduos negros (definidos como a soma de indivíduos pretos ou pardos, segundo a classificação do IBGE, utilizada também pelo SIM), sendo
que a taxa de homicídios por 100 mil negros foi de 43,1, ao passo que a taxa de não negros (brancos, amarelos e indígenas) foi de 16,0. Ou seja, proporcionalmente às respectivas populações, para cada
indivíduo não negro que sofreu homicídio em 2017, aproximadamente, 2,7 negros foram mortos. Os cinco estados com maiores taxas de homicídios de negros estão localizados na região Nordeste. Em 2017, o Rio Grande do Norte apresentou a taxa mais alta, com 87,0 mortos a cada 100 mil habitantes negros, mais do que o dobro da taxa nacional, seguido por Ceará (75,6), Pernambuco (73,2), Sergipe (68,8) e Alagoas (67,9).
2015 - Comissão Parlamentar de Inquérito do Assassinato de Jovens (CPIADJ)
Da autoria do Sen. Lindbergh Farias), a CPI tomou por base os números do Mapa da Violência, realizado desde 1998 pelo sociólogo Julio Jacobo Waiselfisz a partir de dados oficiais do Sistema de Informações de Mortalidade do Ministério da Saúde. O último Mapa é de 2014 e contabiliza os homicídios de 2012: cerca de 30 mil jovens de 15 a 29 anos são assassinados por ano no Brasil, e 77% são negros (soma de pretos e pardos).

#### Violência policial
Diferentes estudos e pesquisas recentes têm apontado que, no Brasil, a violência se distribui de forma desigual, sendo o perfil racial das vítimas o diferencial: de cada dez pessoas assassinadas, sete são negras. Em 2016, de 4.222 mortos em decorrência de intervenção policial, 72% eram negros.
Segundo levantamento feito na cidade do Rio de Janeiro pelo Instituto Datafolha em parceria com o Fórum Brasileiro de Segurança Pública (FBSP), o medo da violência policial, de acusações infundadas ou de ter um filho preso injustamente é maior entre a população negra e moradores de favelas.

### Saúde
Diabetes, hipertensão e doença falciforme estão entre as doenças mais comuns na população negra brasileira, essas enfermidades também matam mais pessoas negras que brancas, segundo dados do Ministério da Saúde. Quase 80% da população brasileira que depende do Sistema Único de Saúde (SUS) se autodeclara negra.
As políticas e programas para a saúde da população negra têm a seguinte base legal::11
- Lei nº 12.288, de 20 de julho de 2010: institui o Estatuto da Igualdade Racial.[27]
- Portaria nº 992, de 13 de maio de 2009: institui a Política Nacional de Saúde Integral da População Negra.
- Portaria nº 344, de 1º de fevereiro de 2017: dispõe sobre o preenchimento do quesito raça/cor nos formulários dos sistemas de informação em saúde.

A Política Nacional de Saúde Integral da População Negra – PNSIPN instituída em 2009 pelo Ministério da Saúde trabalha para melhorar a saúde da população negra e do enfrentamento ao racismo institucional no SUS, procurando melhorias nos indicadores de saúde dessa população – precocidade dos óbitos, altas taxas de mortalidade materna e infantil, maior prevalência de doenças crônicas e infecciosas e altos índices de violência.

#### Suicídio
As maiores taxas de suicídio estão na população negra.:54 Para os adolescentes e jovens negros, a primeira causa de morte são os homicídios, seguida dos acidentes (incluindo acidentes de trânsito), neoplasias malignas e o suicídio. As principais causas associadas ao suicídio em negros são: o não lugar, ausência de sentimento de pertença, sentimento de inferioridade, rejeição, negligência, maus tratos, abuso, violência, inadequação, inadaptação, sentimento de incapacidade, solidão e isolamento social.
Entre os adolescentes e jovens negros, a taxa mortalidade por suicídio cresceu no sexo masculino e foi estável no sexo feminino, de 2012 a 2016. Para o sexo masculino, a taxa variou de 8,98 suicídios por 100 mil adolescentes e jovens negros em 2012 a 10,75 suicídios em 2016, indicando um aumento de cerca de 20%. Para o sexo feminino, a taxa média de suicídios no período foi de 1,73 mortes por 100 mil adolescentes e jovens negras.:42 Em 2016, Roraima foi a UF com maior taxa de suicídio em adolescentes e jovens negros: 30 óbitos/100mil.:52

## Canada

### Indígenas Canadenses
Os padrões de vida dos povos indígenas no Canadá está muito aquém daquele dos não-indígenas e eles, juntamente com outras "minorias visíveis", ainda permanecem como um grupo, os mais pobres no Canadá. Ainda continuam a existir barreiras para alcançar a igualdade com outros Canadenses de ascendência Europeia. A expectativa de vida dos membros das Primeiras Nações é menor; eles têm menos formandos do ensino médio, taxas de desemprego muito mais altas, quase o dobro de mortes infantis e contato significativamente maior com a aplicação da lei. Suas rendas saláriais são menores, eles têm menos promoções no local de trabalho e, como grupo, os membros mais jovens são mais propensos a trabalhar horas ou semanas reduzidas cada ano.
Muitos na Europa durante o século XIX (como refletido no Relatório Imperial da Comissão Seleta sobre Aborígenes), apoiaram o objetivo proposto pelos colonizadores imperialistas de "civilizar" as populações nativas. Isto levou a uma ênfase na aquisição de terras aborígenes em troca dos supostos benefícios da sociedade europeia e de suas religiões cristãs associadas. O controle britânico do Canadá (a Coroa) começou quando eles exerceram jurisdição sobre as primeiras nações e foi por Proclamação Real que o primeiro pedaço de legislação que o governo britânico aprovou sobre os cidadãos das Primeiras Nações assumiu o controle de suas vidas. Deu reconhecimento aos tribos indígenas como Primeiras Nações vivendo sob proteção da Coroa.

### Leis Indiais
Em 1867, a Lei da América do Norte Britânica fez com que as terras reservadas aos índios fossem uma responsabilidade da Coroa. Em 1876, foi aprovada a primeira de muitas Leis Indiais, cada uma sucessiva diminuindo mais os direitos dos indígenas, como foi mencionado na primeira. As diversas revisões da Lei Indiana (22 vezes até 2002) consolidaram a posição dos Nativos como tutelados do estado, e os agentes indianos foram dados o poder discricionário de controlar quase todos os aspectos da vida dos indígenas. Então, tornou-se necessário ter permissão de um agente indiano se as pessoas nativas quisessem vender as colheitas que tinham cultivado e colhido ou usar roupas tradicionais fora das reservas. A Lei Indiana também foi usada para negar aos índios o direito de votar até 1960 e eles não poderiam integrar júris.
Em 1885, o General Middleton, após derrotar a rebelião metis, introduziu o Sistema de Passaporte no oeste do Canadá, sob o qual os Nativos não poderiam deixar suas reservas sem antes obter um passaporte de seus instrutores de agricultura permitindo-lhes fazê-lo. Embora a Lei Indiana não lhe desse tais poderes e nenhuma outra legislação permitisse ao Departamento de Assuntos Indianos instituir tal sistema, e fosse conhecido por advogados da coroa como ilegal desde 1892, o Sistema de Passaporte permaneceu em vigor e foi aplicado até o início da década de 1930. Como os Nativos não eram permitidos na época de se tornarem advogados, eles não poderiam lutar contra ele nas cortes. Assim, o racismo institucional foi externalizado como política oficial.
Quando os Aborígenes começaram a pressionar pela reconhecimento de seus direitos e a denunciar corrupção e abuso de poder dentro do departamento indiano, a lei foi alterada para tornar um crime para uma pessoa aborígene contratar um advogado com o objetivo de avançar quaisquer reivindicações contra a coroa.

### Métis
Ao contrário do efeito dos tratados indígenas no Noroeste, que estabeleceram as reservas para os indígenas, a proteção das terras Métis não foi garantida pela política de scrip instituída na década de 1870, na qual a coroa trocou um scrip em troca de uma concessão fixa (160-240 acres) de terra para aqueles de herança mista.

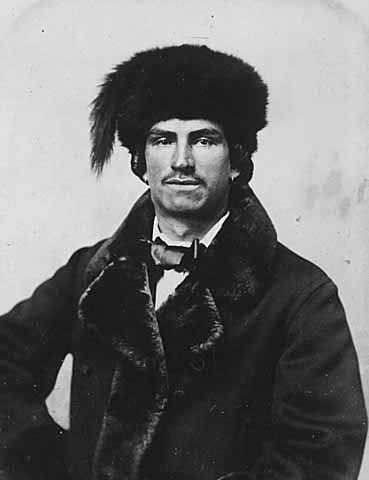
Sociedade Histórica de Minnesota Localização Nº HD2.3 r7 Negativo Nº 10222 "Comerciante de peles de sangue misto (índio e francês)" c. 1870

Embora a Seção 3 da Lei de Terras da Dominância de 1883 tenha estabelecido esta limitação, esta foi a primeira menção nas ordens-conselho que confinavam a jurisdição das comissões de scrip a territórios indígenas cedidos. No entanto, uma referência foi feita pela primeira vez em 1886 em uma carta rascunho de instruções para Goulet de Burgess. Em muitos casos, a política de scrip não considerou a forma de vida dos Métis, não garantiu seus direitos de terra e não facilitou qualquer transição econômica ou de estilo de vida.

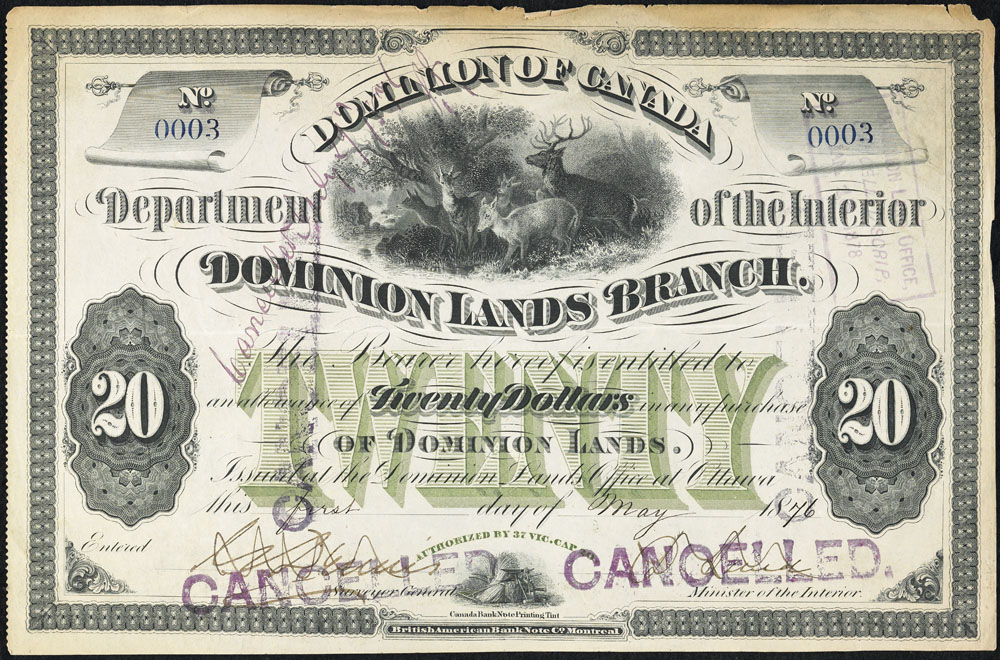
Scrip de terra Metis

Scrip Métis emitido a "meio-sangues", 1894 A maioria dos Métis era analfabeta e não conhecia o valor do scrip, e em muitos casos vendeu-os por satisfação instantânea devido à necessidade econômica a especuladores que subavaliaram o papel. É evidente que o processo pelo qual eles solicitaram sua terra foi feito deliberadamente árduo.
Não havia legislação que vinculasse as terras de scrip aos Métis que as solicitavam. Em vez disso, as terras de scrip Métis poderiam ser vendidas a qualquer pessoa, alienando qualquer título aborígene que pudesse ter sido vestido nessas terras. Apesar do evidente prejuízo aos Métis, a especulação era intensa e feita em colusão com a distribuição de scrip. Embora isso não exclua necessariamente a intenção maliciosa do governo federal de "enganar" conscientemente os Métis, ilustra sua apatia em relação ao bem-estar dos Métis, seus interesses a longo prazo e o reconhecimento de seu título aborígene. Mas o objetivo da política era estabelecer terra no Noroeste com agricultores, e não manter uma reserva de terra para os Métis. O scrip, então, foi uma empreitada importante na história canadense, e sua importância tanto como política indígena quanto política de terra não deve ser ignorada, pois era uma política institucional que discriminava os indígenas étnicos, prejudicando-os continuamente.

### Emancipação
Até 1951, as diversas Leis Indianas definiam uma "pessoa" como "um indivíduo que não seja índio" e todos os povos indígenas eram considerados tutelados pelo estado. Legalmente, a Coroa criou um sistema de emancipação (em frances enfranchisement), pelo qual um indivíduo indígena poderia se tornar uma "pessoa" na lei canadense. Os povos indígenas poderiam ganhar o direito de votar e se tornar cidadãos canadenses, "pessoas" sob a lei, assimilando-se voluntariamente na sociedade européia/canadense.
Esperava-se que os povos indígenas renunciassem à sua herança e cultura nativas e abraçassem os "benefícios" da sociedade civilizada. De fato, dos anos 1920 aos 1940, alguns nativos abdicaram de seu status para obter o direito de ir à escola, votar ou beber. No entanto, o enfranchisement voluntário provou um fracasso, já que poucos nativos aproveitaram.
Em 1920, uma lei foi aprovada para autorizar o enfranchisement sem consentimento e muitos povos aborígines foram enfranchidos involuntariamente. Os nativos perdiam automaticamente seu estatuto indígena sob esta política e também se tornavam profissionais, como médicos ou ministros, ou mesmo se obtinham graus universitários, perdendo assim o direito de residir nas reservas.
Os requisitos de enfranchisement discriminavam particularmente as mulheres nativas, especificando na Seção 12 (1) (b) da Lei India que uma mulher com estatuto indígena casando-se com um homem não-índio perderia seu estatuto de índia, assim como seus filhos. Em contraste, mulheres não-índias casando-se com homens índios ganhariam o estatuto de índia. Duncan Campbell Scott, o Subdiretor de Assuntos Indianos, expressou claramente o sentimento do dia em 1920: "Nosso objetivo é continuar até que não haja mais um único índio no Canadá que não tenha sido absorvido pelo corpo político e não haja mais questão indígena e Departamento Indiano". Este aspecto de enfranchisement foi abordado com a aprovação do Projeto de Lei C-31 em 1985, onde a cláusula discriminatória do Indian Act foi removida e o Canadá oficialmente abandonou o objetivo de emancipar os nativos.

### Escolas residenciais
Nos séculos XIX e XX, o Departamento de Assuntos Indígenas do governo federal do Canadá oficialmente encorajou o crescimento do sistema de escolas residenciais indígenas como agente em uma política mais ampla de assimilando os nativos canadenses na sociedade euro-canadense. Essa política foi implementada com o apoio de diversas igrejas cristãs, que administraram muitas dessas escolas. Ao longo da existência desse sistema, cerca de 30% das crianças nativas, aproximadamente 150.000, foram colocadas em escolas residenciais em todo o país, com o fechamento da última escola em 1996. Há muito tempo há controvérsia sobre as condições experimentadas pelos alunos nas escolas residenciais. Embora as escolas diurnas para crianças das Nações Primeiras, Metis e Inuit sempre tenham superado em número as escolas residenciais, um novo consenso surgiu no início do século XXI de que essas últimas escolas causaram danos significativos às crianças aborígines que as frequentaram, removendo-as de suas famílias, privando-as de sua língua ancestral, submetendo algumas alunas a esterilizações forçadas e expondo muitas delas a abuso físico e sexual por membros do corpo docente, outros alunos e desfranchisando-as forçosamente.
Com o objetivo de civilizar e cristianizar as populações aborígines, um sistema de "escolas industriais" foi desenvolvido no século XIX que combinava estudos acadêmicos com "assuntos mais práticos" e escolas para os nativos começaram a aparecer na década de 1840. A partir de 1879, essas escolas foram modeladas após a Escola Indiana de Carlisle, Pensilvânia, cujo lema era "Mate o índio nele e salve o homem". Era considerado que a arma mais eficaz para "matar o índio" era remover as crianças de seus suportes nativos e, assim, as crianças nativas foram retiradas de suas casas, pais, famílias, amigos e comunidades. A Lei Indiana de 1876 deu ao governo federal a responsabilidade pela educação dos nativos e, até 1910, as escolas residenciais dominavam a política de educação dos nativos. O governo forneceu financiamento a grupos religiosos, como a Igreja Católica, Anglicana, United Church e Presbiteriana, para realizarem a educação nativa. Em 1920, a frequência por parte dos nativos tornou-se obrigatória e havia 74 escolas residenciais em funcionamento em todo o país. Seguindo as ideias de Sifton e outros como ele, os objetivos acadêmicos dessas escolas foram "dumbed down" (simplificados). Como Duncan Campbell Scott afirmou na época, eles não queriam estudantes "feitos muito inteligentes para as aldeias indígenas": "Para este fim, o currículo nas escolas residenciais foi simplificado e a instrução prática dada é a que pode ser imediatamente útil ao aluno quando ele retornar à reserva após deixar a escola".
O financiamento fornecido pelo governo era geralmente insuficiente e muitas vezes as escolas funcionavam como "empresas auto-suficientes", onde os "trabalhadores-alunos" eram retirados da aula para fazer a lavanderia, aquecer o edifício ou realizar trabalhos agrícolas. As dormitórios eram frequentemente mal aquecidos e superlotados, e a comida era menos do que adequadamente nutritiva. Um relatório de 1907, encarregado pelo Departamento de Assuntos Indígenas, constatou que em 15 escolas na região dos pampas havia uma taxa de mortalidade de 24%. De fato, um subdiretor-geral de Assuntos Indígenas na época comentou: "Não está muito longe do marco de dizer que 50% das crianças que passaram por essas escolas não se beneficolaram". Embora a taxa de mortalidade tenha declinado nos anos seguintes, a morte continuaria a ser uma parte da tradição escolar residencial. O autor desse relatório para a BNA, o Dr. P.H. Bryce, foi posteriormente removido e, em 1922, publicou um folheto que se aproximou de chamar a indiferença do governo às condições dos índios nas escolas de "homicídio culposo".
Os antropólogos Steckley e Cummins observam que as abusos endêmicos - emocionais, físicos e sexuais - por que o sistema é agora bem conhecido "poderiam facilmente se qualificar como a coisa mais ruim que os europeus fizeram aos nativos no Canadá". As punições eram frequentemente brutais e cruéis, às vezes até ameaçadoras ou fatais. Às vezes, pregos eram colocados na língua de crianças por falarem suas línguas nativas, crianças doentes eram obrigadas a comer seu vômito, e inspeções semi-formais da genitália de crianças eram realizadas. O termo Sixties Scoop (ou Canada Scoops) se refere à prática canadense, começando na década de 1960 e continuando até o final da década de 1980, de retirar ("rasgando") crianças de povos aborígines no Canadá de suas famílias para colocá-las em lares de acolhimento ou adoção.
A maioria das escolas residenciais fechou na década de 1970, sendo a última a fechar em 1996. Processos criminais e civis contra o governo e as igrejas começaram no final dos anos 1980 e logo em seguida a última escola residencial fechou. Em 2002, o número de ações judiciais ultrapassou 10.000. Na década de 1990, começando com a Igreja Unida, as igrejas que administravam as escolas residenciais começaram a emitir desculpas formais. E em 1998, o governo canadense emitiu a Declaração de Reconciliação e comprometeu-se a investir 350 milhões de dólares em apoio a uma estratégia de cura baseada na comunidade para abordar as necessidades de cura de indivíduos, famílias e comunidades decorrentes do legado de abuso físico e sexual em escolas residenciais. O dinheiro foi usado para lançar a Fundação de Cura Indígena.
A partir da década de 1990, o governo iniciou uma série de iniciativas para abordar os efeitos das escolas residenciais indígenas. Em março de 1998, o governo fez uma Declaração de Reconciliação e estabeleceu a Fundação de Cura Indígena. Na outona de 2003, foi lançado o processo de Resolução Alternativa de Conflitos, que era um processo fora dos tribunais que fornecia compensação e apoio psicológico para ex-alunos de escolas residenciais que foram abusados fisicamente ou sexualmente ou estavam em situações de confinamento injusto. Em 11 de junho de 2008, o Primeiro-ministro Stephen Harper emitiu uma desculpa formal em nome do gabinete em exercício e diante de um público de delegados indígenas. Uma Comissão de Verdade e Reconciliação foi realizada de 2008 a 2015 para documentar o comportamento errado no passado na esperança de resolver conflitos restantes do passado. O relatório final concluiu que o sistema de escolas equivaleu a genocídio cultural.

### Situação contemporânea
O racismo institucional aberto do passado teve claramente um efeito profundamente devastador e duradouro em minorias visíveis e comunidades indígenas em todo o Canadá. Normas culturais europeias impuseram-se sobre as populações indígenas no Canadá e as comunidades indígenas continuam a lutar com sistemas estrangeiros de governança, justiça, educação e meios de vida. As minorias visíveis enfrentam dificuldades na educação, emprego e contato negativo com o sistema jurídico em todo o Canadá.
Talvez o mais palpável seja a disfunção e o desastre familiar causado pelas escolas residenciais. Hutchins afirma: "Muitos dos que frequentaram escolas residenciais foram diagnosticados com transtorno de estresse pós-traumático, sofrendo de sintomas como ataques de pânico, insônia e raiva incontrolável ou inexplicável. Muitos também sofrem de abuso de álcool ou drogas, inadequação sexual ou dependência, incapacidade de formar relacionamentos íntimos e transtornos alimentares. Três gerações de pais indígenas perderam a oportunidade de aprender habilidades importantes de parentalidade normalmente passadas de pai para filho em ambientes acolhedores e nutridores, e o abuso sofrido por estudantes de escolas residenciais começou um ciclo de abuso angustiante em muitas comunidades indígenas." A herança duradoura das escolas residenciais é apenas uma das facetas do problema.
A continuación del informe de Hutchins: "As crianças indígenas continuam a enfrentar dificuldades com a educação principal no Canadá. Para alguns estudantes indígenas, o inglês ainda é uma segunda língua e muitos não têm pais com educação suficiente para apoiá-los. Além disso, a educação no Canadá é baseada na tradição escrita em inglês, que é diferente das tradições orais das comunidades indígenas. Para outros, é simplesmente o fato de serem ostracizados por sua "diferença"; suas maneiras, suas atitudes, sua fala ou centenas de outras coisas que os marcam como diferentes. "As populações indígenas continuam a sofrer com péssima saúde. Eles têm sete anos a menos de expectativa de vida em relação à população geral do Canadá e quase o dobro de mortes infantis. Embora o Canadá como nação esteja frequentemente entre os três primeiros no Índice de Desenvolvimento Humano das Nações Unidas, sua população indígena nas reservas, se avaliada como nação, classificaria-se distantemente e alarmantemente na sessenta e terceira posição".
Como destaca Perry Bellegarde, chefe nacional da Assembleia das Primeiras Nações, o racismo no Canadá hoje é, na maior parte, uma operação disfarçada. Seu princípio central e mais distintivo é a veemência com que é constantemente negado. Há muitos que argumentam que os esforços do Canadá no campo dos direitos humanos e sua postura contra o racismo só resultaram em uma "população mais politicamente correta que aprendeu a esconder melhor suas preconceitos". Na verdade, o argumento é de que o racismo no Canadá não está sendo eliminado, mas sim ficando mais disfarçado, mais racional e talvez mais profundamente enraizado em nossas instituições.
A existência do racismo é comprovada pelo recente referendo na Colômbia Britânica, no qual o governo provincial está perguntando à maioria branca para decidir sobre um mandato para negociar tratados com a minoria indígena. Os resultados do referendo serão vinculativos, já que o governo se comprometeu a agir com base nestes princípios se mais de 50% dos votantes responderem da mesma maneira. Além disso, apesar de ter sido revisado muitas vezes, "a Lei Indiana ainda é uma legislação que single out um segmento da sociedade baseado na raça". Sob ela, os direitos civis dos povos das Primeiras Nações são "tratados de maneira diferente dos direitos civis dos demais cidadãos canadenses".
A Inquisiça de Justiça Aborígene em Manitoba, a Inquisiça de Marshall Donald em Nova Escócia, o Relatório Cawsey na Alberta e a Comissão Real de Povos Aborígenes concordam, no que diz respeito aos povos aborígenes, o racismo na sociedade canadense continua institucional, sistematicamente e individualmente.

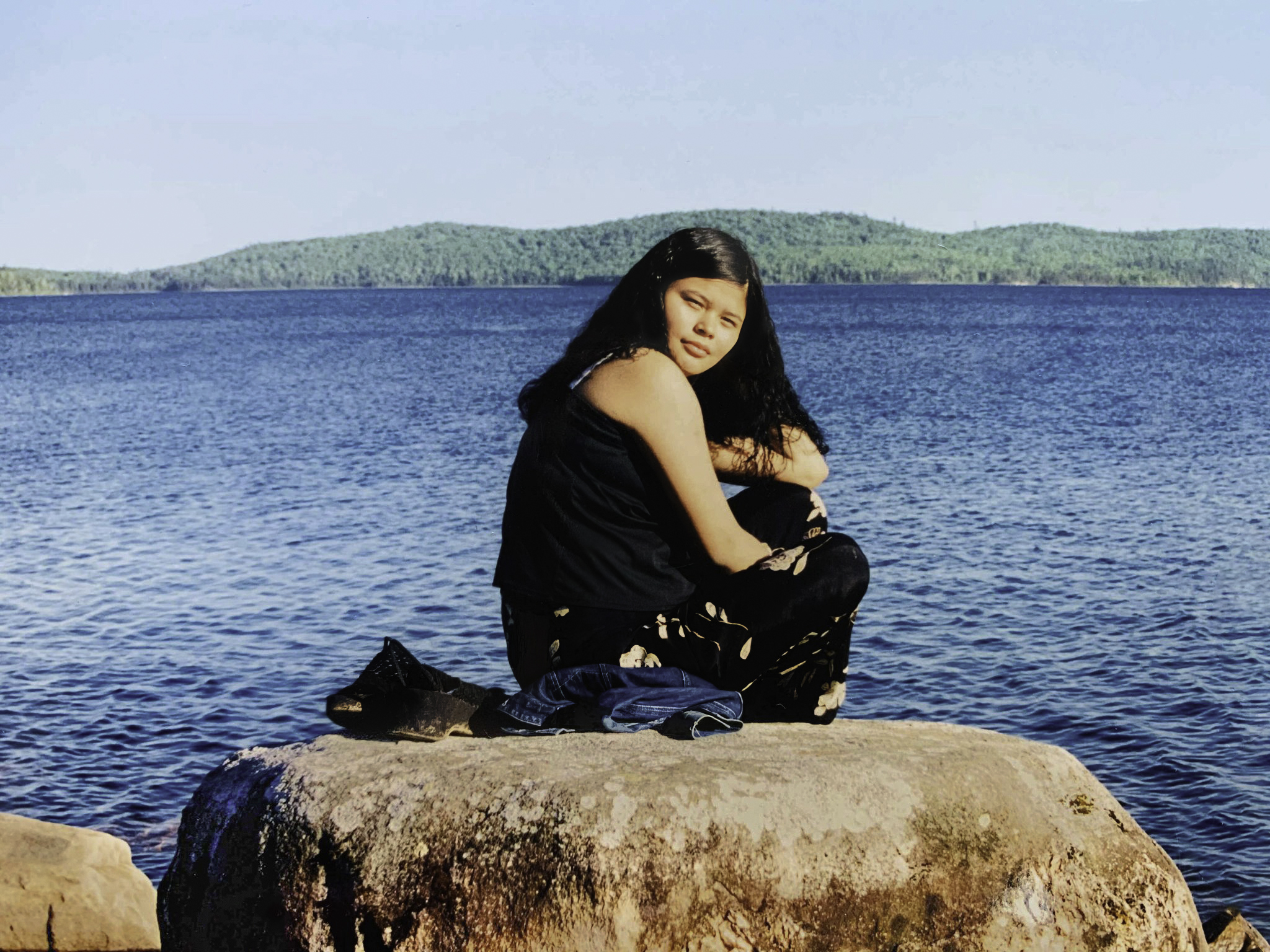
Joyce Echaquan, na margem do lago, 1999

Em 2020, após a morte de Joyce Echaquan, o primeiro-ministro do Canadá, Justin Trudeau, reconheceu um caso de racismo sistêmico.
Em 2022, o Papa Francisco visitou o Canadá por uma turnê de uma semana chamada de "peregrinação de penitência". Funcionários do Vaticano chamaram a viagem de "peregrinação penitencial". O Papa foi recebido em Edmonton onde pediu desculpas pelo abuso indígena que ocorreu no século XX em escolas residenciais administradas pela Igreja Católica, que já fecharam. Durante sua estadia, ele se reuniu com grupos indígenas para abordar o escândalo das escolas residenciais. "Sinto muito", disse o Papa e pediu perdão pela igreja e seus membros em "projetos de destruição cultural e assimilação forçada" e pelo abuso sistemático e apagamento da cultura indígena nas escolas residenciais do país.